# Seznam enot nepremične kulturne dediščine v Občini Trnovska vas
Seznam enot nepremične kulturne dediščine v Občini Trnovska vas.

## Seznam
| Slika | Ime                                | Evidenčna številka | Kraj         | Leto razglasitve | Vrsta spomenika  | Tip spomenika              | Časovna uvrstitev    | Opis |
| ----- | ---------------------------------- | ------------------ | ------------ | ---------------- | ---------------- | -------------------------- | -------------------- | --- |
|       | Gomilno grobišče                   | 6495               | Biš          | 1989.            | lokalnega pomena | arheološka dediščina       | rimska doba          | Zravnano gomilno grobišče 4 gomil. |
|       | Kapelica v središču vasi           | 23754              | Biš          |                  |                  | sakralna stavbna dediščina | konec 19. stoletja   | Kapela z zvonikom ob zadnji fasadi, glavna fasada s povišanim čelom in stebroma. Zgrajena je bila leta 1888. Kapela stoji blizu hiše Biš št. 10. |
|       | Peklarova kapelica                 | 23739              | Biš          |                  |                  | sakralna stavbna dediščina | začetek 20. stoletja | Kapelica zaprtega tipa. Dvokapnica je krita z opečno kritino in ima profiliran strešni venec. Postavljena je bila v prvi polovici 20. stoletja. Kapela stoji blizu hiše Biš št. 33.                                                                 |
|       | Požegarjeva kapelica               | 23755              | Bišečki Vrh  |                  |                  | sakralna stavbna dediščina | začetek 20. stoletja | Kapelica pravokotnega oblike, pokrita z opečno kritino in z zvonikom na strehi. V notranjosti je poslikan strop. |
|       | Balažova kapelica                  | 23757              | Črmlja       |                  |                  | sakralna stavbna dediščina | konec 19. stoletja   | Kapelica pravokotne oblike in lesenim zvonikom na slemenu. Fasado členijo šilaste odprtine in polstebri. Postavljena je bila leta 1895. |
|       | Gomilno grobišče Črmljenski les I  | 6444               | Črmlja       | 1989             | lokalnega pomena | arheološka dediščina       | rimska doba          | Gomilno grobišče sestavljata dve gomili iz rimskega časa. |
|       | Gomilno grobišče Črmljenski les II | 6448               | Črmlja       | 1989             | lokalnega pomena | arheološka dediščina       | rimska doba          | Gomilno grobišče sestavljata dve gomili iz rimskega časa. |
|       | Gomilno grobišče Črmljenšek        | 6447               | Črmlja       | 1989             | lokalnega pomena | arheološka dediščina       | rimska doba          | Gomilno grobišče sestavljajo 3 nepoškodovane gomile iz rimskega časa. |
|       | Gomilno grobišče Gomilec I         | 6445               | Črmlja       | 1989             | lokalnega pomena | arheološka dediščina       | rimska doba          | Gomilno grobišče sestavlja 11 delno prekopanih gomil iz rimskega časa. |
|       | Gomilno grobišče Gomilec II        | 6446               | Črmlja       | 1989             | lokalnega pomena | arheološka dediščina       | rimska doba          | Gomilno grobišče sestavljajo tri gomile iz rimskega časa. |
|       | Gomilno grobišče Šamprl            | 6443               | Črmlja       | 1989             | lokalnega pomena | arheološka dediščina       | rimska doba          | Gomilno grobišče obsega 5 gomil iz rimske dobe. |
|       | Kapelica pri domačiji Črmlja 18    | 23756              | Črmlja       |                  |                  | sakralna stavbna dediščina | 19. stoletje         | Kapelica pravokotne oblike, pokrita z opečno kritino. Odprt zvonik na slemenu. V notranjosti obokana in poslikana. Postavljena je bila v 19. stoletju.                                                                                              |
|       | Rimska gomila                      | 6494               | Črmlja       | 1989             | lokalnega pomena | arheološka dediščina       | rimska doba          | Nepoškodovana gomila s premerom. |
|       | Benkova kapelica                   | 23761              | Ločič        |                  |                  | sakralna stavbna dediščina | začetek 20. stoletja | Kapelica zaprtega tipa, pravokotnega oblike, pokrita z opečno kritino in lesenim zvonikom na strehi. Postavljena je bila v prvi polovici 20. stoletja. Kapelica stoji blizu hiše Ločič št. 23.                                                      |
|       | Kužno znamenje                     | 23760              | Ločič        |                  |                  | sakralna stavbna dediščina | 16. stoletje         | Kamnito znamenje kvadratane oblike s posnetimi robovi. Na vrhu je odprta hišica, v kateri je kip Matere božje, na strešici je kip sedečega Kristusa. Znamenje je iz 16. stoletja. Znamenje stoji blizu hiše Ločič št. 23.                           |
|       | Rimski gomili                      | 6451               | Ločič        | 1989             | lokalnega pomena | arheološka dediščina       | rimska doba          | Gomilno grobišče sestavljata dve gomili iz rimskega časa. |
|       | Znamenje v križišču                | 23759              | Ločič        |                  |                  | sakralna stavbna dediščina | 18. stoletje         | Znamenje v obliki vitkega slopa kvadratne oblike, s posnetimi robovi v spodnjem delu, v zgornjem delu je na prednji strani sedlasto oblikovana niša. Postavljeno je bilo v 18. stoletju.                                                            |
|       | Cerkev sv. Bolfenka                | 2892               | Trnovska vas | 1989             | lokalnega pomena | sakralna stavbna dediščina | konec 18. stoletja   | Cerkev je nastala na prehodu iz 17. v 18. stol. Sedanja podoba je iz začetka 19. stol. Sestavljajo jo zvonik, ladja in polkrožno zaključen prezbiterij. Oprema je iz 18. in 19. stol.                                                               |
|       | Domačija Trnovska vas 21           | 11064              | Trnovska vas | 1999.            | lokalnega pomena | profana stavbna dediščina  | konec 18. stoletja   | Lesen cimpran in s slamo krit panonski dom na vogel. Na tramu v veliki sobi (hiši) je letnica 1787. |
|       | Gomilno grobišče                   | 6442               | Trnovska vas | 1989             | lokalnega pomena | arheološka dediščina       | rimska doba          | Gomilno grobišče iz rimske dobe obsega 5 že prekopanih gomil ter eno izravnano ob melioraciji. |
|       | Kapela sv. Štefana                 | 2893               | Trnovska vas |                  |                  | sakralna stavbna dediščina | začetek 19. stoletja | Pravokotna kapelica z lesenim zvonikom in opečno kritino. Zgrajena je bila na začetku 19. stoletja v spomin na kugo, ki je pomorila živino. Kapelica stoji v bližini hiše Trnovska vas št. 10.                                                      |
|       | Letnikova kapelica                 | 23742              | Trnovska vas |                  |                  | sakralna stavbna dediščina | konec 19. stoletja   | Poligonalno zaključena kapelica pravokotne oblike, z dvokapnico, pokrito z opečno kritino. Rahlo zašiljene polkrožno zaključena okna in vrata. V notranjščini prvotna plastika Marije z detetom. Kapelica stoji v bližini hiše Trnovska vas št. 57. |
|       | Znamenje                           | 23741              | Trnovska vas |                  |                  | sakralna stavbna dediščina | konec 18. stoletja   | Slopasto znamenje kvadratnega tlorisa členijo pravokotne niše. V globlji niši zgornjega dela je kip. Pokrito je z opečno kritino. Danes predelano znamenje je bilo postavljeno leta 1788.                                                           |
|       | Letnikova kapelica                 | 14313              | Trnovski Vrh |                  |                  | sakralna stavbna dediščina | konec 19. stoletja   | Kapelica z opečno kritino, lesenim zvonikom. Šilasto oblikovane odprtine. Prehod 19. v 20. stoletje. Kapelica stoji blizu hiše Trnovski Vrh št. 15.                                                                                                 |